# Иван Енчев – Видю
Иван Енчев – Видю e български живописец и илюстратор, декоратор и карикатурист, артист и сценограф, археолог, етнограф, фолклорист и краевед, художествен критик, писател, общественик и читалищен деец. Създател е на първата сбирка на днешната Художествена галерия, Казанлък.

## Биография
Роден е в Казанлък на 29 март 1882 г. Първоначално учи в родния си град, в Педагогическото училище, където се оформят интересите му към театъра, рисуването и старините.
През 1901 г. постъпва в Държавното рисувателно училище при проф. Петко Клисуров. Още като студент е привлечен от Петър Топузов – основателя на Казанлъшкия музей (днешния Исторически музей „Искра“), за обособяването на „Отдел за изкуства“ към току-що създадения „Отдел за старини“. По същото време Видю е сред общността на казанлъчаните, живеещи в София – „Розова долина“, увлича се по археологията, рисува карикатури и прави илюстрации, слага началото на публицистичната си дейност. Впечатлен от сказките на проф.Антон Митов по История на изкуствата, той започва да публикува във в-к „Ден“ статии за художници и музеи. Духът на артистизъм владее младия художник и в края на следването си той не се явява на последния изпит.
Остава да живее известно време в София, а през 1906 г. заминава на специализация в Мюнхен. Задълбочено изучава живописта на старите майстори в Пинакотеката и през 1908 г. се връща в родния си град с няколко десетки копия на картини от Леонардо Да Винчи, Рафаело, Веронезе, Гвидо Рени, Рембранд, Рубенс, Ван Дайк, Мурильо. Петнадесет от тях на следващата година подарява на новоформиращата се художествена сбирка в Казанлък. Завръща се от Германия под силното влияние на символистите и на декоративизма на сецесиона, като още там е създал своите „На гроба“, 1908 г. и „Пейзаж“ в този дух.
Вече в България създава своята прочута „Розоберачка“ (1908 г.). Това е и една от най-значимите картини в неговото творчество. През 1909 г. илюстрира богато стихосбирката на Екатерина Ненчева „Снежинки“. През следващите години създава няколко романтични пейзажа и носталгични композиции, с които участва в изложби на Дружеството на художниците в България с не особено окуражаващ успех. Затова предпочита да отклони заниманията си към изследователска работа и критика – пише отзиви за изложби във вестник „Мир“, които са големият му принос към българската култура. Живее в София, но продължава да поддържа културно-просветната дейност и да участва активно в обществения живот на своя град.
През 1914 г. Иван Енчев участва в старозагорския конкурс за завеса на новия театър, без проекта му да е приет, но дарбата му е забелязана от Гео Милев и след две години е поканен за художник на постановките „Едип цар“ и „Лудетина“. Девет години по-късно също има възможност да изяви сценографските си умения при поставянето на постановката на М. Икономов На дъното от Максим Горки на сцената на читалище „Искра“ в Казанлък.
Интересите му през следващите години обхващат много области на културата: църковна архитектура, иконопис и дърворезба, етнография, фолклор, обредна система, празници, приложно изкуство и др. През 1918 г. завършва изследването си „Стари и нови паметници в Добруджа“, което сам илюстрира. В разгара си е и най-голямото му изследване за материали за българския народен кръст в книгата „Български народен кръст“. През 20-те години работи като художник и изследовател в Министерство на народната просвета, пише студии за църквите в Рилския и Гложенския манастири, материали върху историята на българското изкуство, популярното ръководство „Българското изобразително изкуство в светлинни картини“, рисува няколко портрета, сред които тези на Марин Дринов, Стефан Бобчев, А.Тенев, както и натюрморти с рози.
Подпомага и родния си град – дейността на читалище „Искра“, подготовката на годишниците „Казанлък в миналото и днес“, на които е оформител на обложката и вътре е отпечатана част от повестта му „Художник“, обогатява художествената сбирка като поканва известни български художници да даряват свои картини, проектира първия герб на Казанлък 
През 1927 г. излиза краеведскта му книга „Розовата долина и Казанлък“, а на следващата година – изкуствоведстката му статия „Изкуството на Казанлък“. До края на живота си попълва двата си ръкописни албума с оригинални снимки и ръкописи на известни българи, сред които са Иван Вазов, Кирил Христов, Антон Страшимиров, известни художници като Иван Мърквичка и Ярослав Вешин, както и артисти като Адриана Будевска, Гено Киров, Иван Попов, певицата Христина Морфова и др. Малко преди смъртта си прави голямо дарение на казанлъшкия музей, на художествената сбирка и на библиотеката: стотици книги специализирана литература, възрожденски накити, носии, икони, фотоси.
Умира след втори инсулт в Бургас на 27 август 1936 г.